# Saint-Clément-Rancoudray
Saint-Clément-Rancoudray è un comune francese di 543 abitanti situato nel dipartimento della Manica nella regione della Normandia.

## Società

### Evoluzione demografica
Abitanti censiti